# Быстринск
Бы́стринск — посёлок сельского типа в Ульчском районе Хабаровского края. Входит в состав Быстринского сельского поселения.

## Население
| 1992 | 2002 | 2010 | 2011 | 2012 | 2021 |
| ---- | ---- | ---- | ---- | ---- | ---- |
| 435  | ↘382 | ↘252 | ↘250 | ↗252 | ↘151 |